# Бразда (списание)
„Бразда“ е българско списание с обществено-политическа насоченост, издавано през 1936 – 1943 и 1945 – 1948 година и свързано с политическата организация „Звено“.

## История
Списанието е създадено през пролетта на 1936 година от няколко журналисти и бивши офицери, близки до разпуснатия по това време Политически кръг „Звено“. Това става година след отстраняването на „Звено“ от управлението и седмици след края на процеса за опит за преврат срещу свързани с организацията военни. Първоначално изданието се финансира лично от лидера на „Звено“ Кимон Георгиев, като дейността му се координира от уволнения от армията Христо Стойков.
Списанието продължава да излиза и след началото на Втората световна война, макар и с по-малко броеве, заради затруднените доставки на хартия и общите стопански затруднения. Издаването му е прекъснато през 1943 година, когато печатницата му е разрушена при бомбардировка.